# ايمانويل غرينير
ايمانويل غرينير (بالفرنسية: Emmanuel Grenier)‏ هو رياضياتي فرنسي، ولد في 3 نوفمبر 1970 في شاتو تييري في فرنسا.